# Arbe Garbe
Arbe Garbe est un groupe italien de folk rock, originaire du Frioul, actif entre 1994 et 2018. Le groupe est formé en 1994 et son style mélange le punk folk et le rock. Le groupe est impliqué dans divers projets musicaux et autres : Bande Garbe, Croz Sclizzâz (avec le poète Fabian Riz), Trio Bestie, Snait! (atelier permanent d'art et d'artisanat pour les enfants de Ferrari, Buenos Aires, en Argentine). 

## Histoire
Ils sont lauréats en 1998 du Premi Friûl, un festival frioulan pour les nouvelles tendances musicales, avec le projet de blues-maudit Croz Sclizzâz en collaboration avec le poète Fabian Riz. En 2002, ils sortent leur premier album, Jacume!. En 2004, leur album auto-produit Jubilaeum remporte la Targa Deganutti dans la catégorie du meilleur album frioulan de l'année.
En 2006, ils font partie des 11 finalistes du Liet International, le plus important festival européen de groupes représentant des langues minoritaires, et en 2006, avec la vidéo Puar Beppin, ils remportent le Mostre dal Cine Furlan et l'Anteprima Zone di Cinema dans le cadre du Trieste Film Festival. En 2008, ils sortent l'EP Bek. Jusque dans les années 2010, ils participent à plusieurs émissions sur les programmes radio Caterpillar et Fuori giri sur Rai 2, quelques apparitions à la télévision dans les émissions notamment Follie rotolanti e Nu Roads sur Rai 2 et La Storia siamo noi sur Rai 3.
En 2010, ils sortent The Great Prova, suivi un an plus tard par l'album  ¡Arbeit Garbeit! (CPSR) en 2011,, puis deux ans plus tard, par leur dernier album en date, Complete Communion en 2013. Le groupe est inactif sur la scène et les réseaux sociaux depuis 2018.

## Style musical
Le groupe est formé en 1994 avec l'intention de briser la barrière folk qui entoure la musique populaire pour recréer une identité fallacieuse, qui suit l'évolution qui, depuis des millénaires, conduit au mélange des traditions et des peuples. Leur genre folk a ses racines plantées dans les quartiers industrialisés de la province d'Udine ; contaminé par le punk, qui a élevé et fortement influencé les membres du groupe, et par tous les sons découverts et nés au cours de leur activité de concerts. 
Les paroles sont principalement en frioulan et en benecian (minorité slovène du Frioul oriental), mais aussi en italien et en espagnol, et font référence à l'imagerie brute, poétique, acide et anti-autoritaire du groupe.

## Membres

### Derniers membres
- Federico Galvani – accordéon, voix
- Flavio « Il Bello » Zanuttini – trompette, chant
- Roberto Fabrizio – guitare, chant
- Marco « Padiâr » Bianchini – batterie
- Giacomo Zanuttini – tuba

### Anciens membres
- Stefano « Gion » Fattori – chant, mandoline, tuba
- Oscar Schwander – basse
- Toni di Vile in Vega – violon, clarinette
- Leo Virgili – guitare, chant, trombone, tin whistle
- Lorenzo Mocchiutti – basse
- Stefano Benvenuto – trompette
- Davide Bregolato – batterie
- Matteo Gremese – batterie
- Alberto Novello – basse
- Baron Marcus Von Kappel – trombone
- Davide Drius – accordéon
- Michele Bregant – clarinette
- Adriano Coco – violon
- Flavio Urbanizza – basse
- Marco Bruni – basse

## Discographie

### Albums studio
- 1995 : Demo (Tra il dî e il fâ)
- 2002 : Jacume! (UPR FolkRock/Tra il dî e il fâ)
- 2004 : Jubilaeum (Musiche Furlane Fuarte/Tra il dî e il fâ)
- 2010 : The Great Prova (CPSR)
- 2011 : ¡Arbeit Garbeit! (CPSR)
- 2013 : Complete Communion (Hybrida)

### Albums live
- 2006 : Live in Festintenda (Musiche Furlane Fuarte)

### EP
- 2008 : Bek (Musiche Furlane Fuarte)